# Угорский договор
Уго́рский догово́р — договор между Великим княжеством Литовским и Великим княжеством Московским, заключённый на реке Угре́ 1 сентября 1408 года, на которой войска обоих государств сошлись для решающей битвы (стояние на Угре 1408 года). Простояв в боевой готовности по разным берегам, литовский князь Витовт и его зять, великий князь московский Василий I, решили заключить мир. Угорский договор ознаменовал окончание Литовско-московской войны 1406—1408 годов.
По Угорскому договору окончательно установились границы между двумя княжествами в верховьях Оки и по рекам Угра, Рёсса и Брынь. Василий І признавал переход Смоленской земли и Верховских княжеств к Великому княжеству Литовскому и обещал не поддерживать Свидригайло, хотя и отверг его выдачу. К Великому княжеству Московскому переходила ранее спорная территория в бассейне реки Жиздры с городами Козельск, Любутск и Перемышль (став уделом Владимира Андреевича Храброго).
Угорский договор позволил Витовту усилить доминирование ВКЛ в регионе, увеличить влияние Литвы на Новгород и Псков и облегчить борьбу с Тевтонским орденом. После заключения Угорского договора Витовт больше не воевал со своим зятем московским князем Василием І.